# LeBwa
Дмитрий Юрьевич Палащенко (род. 24 февраля 1988, Астрахань) — российский киберспортсмен и стример по игре World of Tanks,  наиболее известный под никнеймом LeBwa. Создатель клана КОРМ, а затем КОРМ2. Двукратный чемпион мира.

## Биография
Родился в Астрахани, сейчас живёт в Минске.

### Детство и юность
Дмитрий закончил девять классов средней школы и стал помощником автоэлектрика. Получил второй разряд и пошёл работать не по специальности — продавцом пиратских компакт-дисков, чем и занимался достаточно длительное время.

## Карьера
Начал играть в World of Tanks после автомобильной аварии, в которой серьёзно травмировал правую руку. Операция, пластина в руке на всю жизнь и прозвище «LeBwa», которое он выбрал как раз потому, что поначалу приходилось играть, в основном, только левой рукой. Свою карьеру начал в клане The RED, играя на позиции капитана. Далее он провёл огромный отрезок времени, будучи обычным игроком, вплоть до 2014 года, где ему опять доверили капитанскую повязку. В 2013 году команде в полном составе поступило предложение о переходе под знамёна организации Natus Vincere, которая решила открыть свое представительство в World of Tanks. 
«Сначала казалось, что это просто компьютерные „покатушки“, а не спортивные состязания. Но когда мы вышли на нынешний уровень, я понял, что это вполне взрослое занятие: ответственные соревнования, борьба за большие призовые, особый режим и распорядок дня, правильное питание.»
Был полевым командиром, но после не очень успешного выступления, решил вернуть командование Анатолию «TheAnatolich» Баракову. После чрезвычайно успешного и зрелищного финала 2016, Дмитрий уже думал покинуть киберспорт, но команда, ставшая уже больше семьей, чем просто командой, уговорила его остаться ещё на сезон. После 3 места на Гранд Финале 2017 и закрытии представительства Na’Vi в танках, Дмитрий официально объявил об уходе. Это произошло из-за того, что киберспортивная инфраструктура World of Tanks так и не получила должного развития: количество турниров и призовые оставались на прежнем уровне, а крупные организации одна за другой закрывали свои WoT-подразделения. Например, из дисциплины ушли такие гранды, как Virtus.pro, Fnatic, PENTA Sports, mousesports, HellRaisers и другие. После ухода и менеджера Дмитрия «de1uxe» Репина, команда попросила Левшу вернуться в качестве менеджера. Последние выступления команда проводила под названием «RUSH».
На волне успеха в киберспорте, Дмитрий начал развивать собственный канал на YouTube. Резкий «взлёт», произошёл в 2015 году, когда в межсезонье турниров WGL, летом 2015, вещания в сети проходили регулярно, часто по 2 в день.

### Клан КОРМ
Все началось с легендарного клана [-КОРМ] (дефис добавлен, так как название KOPM было уже занято), который существовал с 05.06.2014 по 20.03.2016. Это был один из самых известных и сильных кланов в игре в то время. Изначально он состоял по большей части из профессиональных игроков в танки — киберспортсменов. Со временем в клан стали приглашать игроков с выдающимися показателями статистики. Но из-за падения активности игроков клан потерял позиции в рейтингах. Как итог Дмитрий распускает клан, но, чтобы сохранить название и избежать плагиата принимает в клан своего отца и делает его командиром. Формально, клан продолжает существовать, но никаких активных действий не ведёт. Видео, с описанием причин роспуска клана, стало одним из самых популярных на канале по количеству просмотров.

### Клан КОРМ2
Клан [КОРМ2] в игре World of Tanks был основан 14 апреля 2016 во время трансляции, известной как «первый выпуск „FlaberFM“», где гостем был Алексей «Bullkin» Жильцов. Прямо во время трансляции, Дмитрий создал клан: KOPM2. Неудивительно, что после успеха первого «КОРМа» создание клана [КОРМ2] стало одним из самых ожидаемых и интересных событий весны. Уже на старте проект стал медийным и популярным, о чём говорят цифры: первый эфир собрал 7 787 зрителей, а на третьем был поставлен абсолютный рекорд в 10 532 зрителя. Перед первым сражением в абсолютном формате у клана [КОРМ2] было сыграно 72 боя, из которых 70 побед, 1 ничья и 1 поражение от клана [UDSI]. На время подготовки и проведения турниров WGL 2016—2017 года, развитие клана сильно пострадало, так как Дмитрий был капитаном и основным игроком команды. После длительного перерыва клан возобновил активные действия, трансляции вновь стали регулярными. Первые два месяца [КОРМ2] испытывал достаточно серьёзные трудности в игре, но затем часть проблем удалось решить за счет набора новых бойцов и смены полевого командира. Клан по-прежнему пользуется популярностью у публики и активной финансовой поддержкой со стороны зрителей.
Клан продолжит набираться опыта в Абсолютном формате и развиваться информационно. Особенность организации клана состоит в том, что большую часть доходов от видео и все пожертвования, Дмитрий делит с участниками клана поровну.
11 марта 2023 года [КОРМ2] прекратил свое существование.
| Место | Турнир                             | Место проведения | Дата проведения | Призовые                |
| ----- | ---------------------------------- | ---------------- | --------------- | ----------------------- |
| 1     | «Абсолютное превосходство. Прорыв» | online           | 2014            | 800 000 игрового золота |
| 1     | Третья кампания «Великая война»    | online           | 2014            |                         |
| и     | «Абсолютное превосходство. Осада»  | online           | 2015            | 850 000 игрового золота |
| 1     | «Абсолютное превосходство V»       | online           | 2015            | 500 000 игрового золота |
| 2     | Ивент «Армагеддон»                 | online           | 2015            |                         |
| 2     | Ивент «Сафари»                     | online           | 2015            |                         |
| 1     | «Абсолютное превосходство IX»      | online           | 2017            | $ 10000                 |
| 1     | шоу-матч «Абсолютное начало»       | online           | 2017            | $ 5000                  |
| 2     | шоу-матч "Операция «Geostorm»      | online           | 2017            |                         |
|       | матч-реванш против FAME [EU]       | online           | середина 2018   |                         |

Медиа

Первоначально был приглашен в качестве ведущего рубрики «Мастер-класс» на одном из официальных YouTube-каналов игры. Параллельно записывал видео для собственного канала и страницы Na’Vi. Со временем сосредоточился только на своем канале и группе во «ВКонтакте». Благодаря своей харизме и позитивному взгляду на жизнь Левша собрал огромную аудиторию зрителей и подписчиков. На его трансляциях традиционно очень высокий онлайн.
«Заработок в киберспорте напрямую зависит от медийности, — считает Палащенко. — Подавляющему большинству профессиональных игроков достаточно зарплаты от организации, за которую он выступает, и призовых за турниры. Они, в свою очередь, зависят от условий контракта, заключенного с командой. У каждого игрока свой контракт, заключенный на индивидуальных условиях.»
19 ноября 2017 года в 19:00 по МСК в игре World of Tanks прошёл первый шоу-матч, организованный Дмитрием [LeBwa] Палащенко. Матч стал повторением финала «Абсолютное превосходство IX», но со своим регламентом. Примечательным стал тот факт, что данный шоу-матч проходил при поддержке генерального спонсора ПАО «Ростелеком». Идея проведения шоу-матча напрашивалась сама собой: легкая сетка КОРМ2, изъяны в регламенте проведения турнира «Абсолютное превосходство IX», малое количество клановых активностей. Организаторы постарались учесть пожелания всех сторон, в том числе и зрителей, и успешно провели шоу-матч «Абсолютное начало: КОРМ2 vs STELLA».
Позднее был организован развлекательная программа показательного матча КОРМ2 & Блогеры в игре World of Tanks при участии известных блогеров мира танков: Amway921, Vspishka, Jove, G.Ange1os (†), AkTep, de1uxe, PROтанки, Arti25.
Шоу-матч Операция «GEOSTORM» в World of Tanks очередная клановая активность, организатором которой является Дмитрий Палащенко. КОРМ2 [RU] — победитель народного турнира «Абсолютное превосходство IX». FAME [EU] — лучший клан EU-кластера. Уже долгое время клан является безоговорочным № 1 практически по всем показателям статистики. Многократный победитель различных клановых событий.
В игровом событии «Битва блогеров» занял уверенное первое место, несмотря на самую малую численность подписчиков на момент начала события.

### Текущая активность
Дмитрий активно развивает медийную деятельность. Передачи и видео выходят регулярно как на Twitch канале, так и на Youtube. Также играет в «PlayerUnknown’s Battlegrounds».
Регулярно проводит различные соревнования при поддержке пожертвований зрителей, которые сами и подают идеи для этих соревнований.

### Достижения
За свою невероятно успешную карьеру Дмитрий и его товарищи по Natus Vincere выиграли почти все трофеи в танковом киберспорте.
| Место | В игре         | В составе команды | Турнир                                | Место проведения | Дата проведения | Призовые |
| ----- | -------------- | ----------------- | ------------------------------------- | ---------------- | --------------- | -------- |
| 1     | World of Tanks | Na'Vi             | Гранд Финал W 2014GL                  | Варшава          | 2014            | $60 000  |
| 1     | World of Tanks | Na'Vi             | RU Gold Series 2014 Season 1          | Минск            | 2014            | $50 000  |
| 2     | World of Tanks | Na'Vi             | RU Gold Series 2014 Season 2          | online           | 2014            | $25 000  |
| 1     | World of Tanks | Na'Vi             | RU Gold Series 2015 Season 4          | online + LAN     | 2015            | $55 000  |
| 3     | World of Tanks | Na'Vi             | Гранд Финал WGL 2015                  | Варшава          | 2015            | $35 000  |
| 1     | World of Tanks | Na'Vi             | RU Gold Series 2015 Season 3          | online + LAN     | 2015            | $55 000  |
| 1     | World of Tanks | Na'Vi             | WGL RU Gold Series 2015 Season 2      | online + LAN     | 2016            | $47 500  |
| 1     | World of Tanks | Na'Vi             | Гранд Финал WGL 2016                  | Варшава          | 2016            | $150 000 |
| 1     | World of Tanks | Na'Vi             | WGL RU Gold Series 2016 Season 1      | online + LAN     | 2016            |          |
| 1     | World of Tanks | Na'Vi             | WGL RU Gold Series 2016 Season 2      | online + LAN     | 2017            |          |
| 3     | World of Tanks | Na'Vi             | Wargaming.net League 2017 Grand Final | Варшава          | 2017            |          |